# Anthony Bardon
Anthony Michael Bardon (Londra, 19 gennaio 1993) è un ex calciatore inglese naturalizzato gibilterriano, di ruolo attaccante.

## Carriera

### Club
Ha iniziato a giocare in Inghilterra, nel Tooting & Mitcham United militante in ottava serie. Goca quindi con il Bromley in sesta serie e il Cray Wanderers in settima serie. Nel 2013 torna a giocare in patria.Il 7 luglio 2015 con una sua rete contribuisce alla storica vittoria del Lincoln Red Imps nella UEFA Champions League 2015-2016.

### Nazionale
Ha fatto il suo debutto ufficiale con la Gibilterra il 26 maggio 2014 nella partita pareggiata in casa contro l'Estonia (1-1).

## Statistiche

### Cronologia presenze e reti in Nazionale
| Cronologia completa delle presenze e delle reti in nazionale ― Gibilterra | Cronologia completa delle presenze e delle reti in nazionale ― Gibilterra | Cronologia completa delle presenze e delle reti in nazionale ― Gibilterra | Cronologia completa delle presenze e delle reti in nazionale ― Gibilterra | Cronologia completa delle presenze e delle reti in nazionale ― Gibilterra | Cronologia completa delle presenze e delle reti in nazionale ― Gibilterra | Cronologia completa delle presenze e delle reti in nazionale ― Gibilterra | Cronologia completa delle presenze e delle reti in nazionale ― Gibilterra |
| Data                                                                      | Città                                                                     | In casa                                                                   | Risultato                                                                 | Ospiti                                                                    | Competizione                                                              | Reti                                                                      | Note                                                                      |
| ------------------------------------------------------------------------- | ------------------------------------------------------------------------- | ------------------------------------------------------------------------- | ------------------------------------------------------------------------- | ------------------------------------------------------------------------- | ------------------------------------------------------------------------- | ------------------------------------------------------------------------- | ------------------------------------------------------------------------- |
| 26-5-2014                                                                 | Tallinn                                                                   | Estonia                                                                   | 1 – 1                                                                     | Gibilterra                                                                | Amichevole                                                                | -                                                                         | 46’                                                                       |
| 4-6-2014                                                                  | Loulé                                                                     | Gibilterra                                                                | 1 – 0                                                                     | Malta                                                                     | Amichevole                                                                | -                                                                         | 19’                                                                       |
| 29-3-2015                                                                 | Glasgow                                                                   | Scozia                                                                    | 6 – 1                                                                     | Gibilterra                                                                | Qual. Euro 2016                                                           | -                                                                         | 82’                                                                       |
| 7-6-2015                                                                  | Varaždin                                                                  | Croazia                                                                   | 4 – 0                                                                     | Gibilterra                                                                | Amichevole                                                                | -                                                                         | 46’                                                                       |
| 4-9-2015                                                                  | Loulé                                                                     | Gibilterra                                                                | 0 – 4                                                                     | Irlanda                                                                   | Qual. Euro 2016                                                           | -                                                                         |                                                                           |
| 7-9-2015                                                                  | Varsavia                                                                  | Polonia                                                                   | 8 – 1                                                                     | Gibilterra                                                                | Qual. Euro 2016                                                           | -                                                                         |                                                                           |
| 8-10-2015                                                                 | Tbilisi                                                                   | Georgia                                                                   | 4 – 0                                                                     | Gibilterra                                                                | Qual. Euro 2016                                                           | -                                                                         |                                                                           |
| 11-10-2015                                                                | Loulé                                                                     | Gibilterra                                                                | 0 – 6                                                                     | Scozia                                                                    | Qual. Euro 2016                                                           | -                                                                         |                                                                           |
| 23-3-2016                                                                 | Gibilterra                                                                | Gibilterra                                                                | 0 – 0                                                                     | Liechtenstein                                                             | Amichevole                                                                | -                                                                         | 51’                                                                       |
| 1-9-2016                                                                  | Porto                                                                     | Portogallo                                                                | 5 – 0                                                                     | Gibilterra                                                                | Amichevole                                                                | -                                                                         | 25’                                                                       |
| 7-10-2016                                                                 | Tallinn                                                                   | Estonia                                                                   | 4 – 0                                                                     | Gibilterra                                                                | Qual. Mondiali 2018                                                       | -                                                                         |                                                                           |
| 10-10-2016                                                                | Faro                                                                      | Gibilterra                                                                | 0 – 6                                                                     | Belgio                                                                    | Qual. Mondiali 2018                                                       | -                                                                         | 80’                                                                       |
| 13-11-2016                                                                | Nicosia                                                                   | Cipro                                                                     | 3 – 1                                                                     | Gibilterra                                                                | Qual. Mondiali 2018                                                       | -                                                                         |                                                                           |
| 25-3-2017                                                                 | Zenica                                                                    | Bosnia ed Erzegovina                                                      | 5 – 0                                                                     | Gibilterra                                                                | Qual. Mondiali 2018                                                       | -                                                                         | 75’                                                                       |
| 9-6-2017                                                                  | Faro                                                                      | Gibilterra                                                                | 1 – 2                                                                     | Cipro                                                                     | Qual. Mondiali 2018                                                       | -                                                                         | 90’                                                                       |
| 3-9-2017                                                                  | Faro                                                                      | Gibilterra                                                                | 0 – 4                                                                     | Bosnia ed Erzegovina                                                      | Qual. Mondiali 2018                                                       | -                                                                         |                                                                           |
| 7-10-2017                                                                 | Faro                                                                      | Gibilterra                                                                | 0 – 6                                                                     | Estonia                                                                   | Qual. Mondiali 2018                                                       | -                                                                         |                                                                           |
| 10-10-2017                                                                | Atene                                                                     | Grecia                                                                    | 4 – 0                                                                     | Gibilterra                                                                | Qual. Mondiali 2018                                                       | -                                                                         |                                                                           |
| 25-3-2018                                                                 | Gibilterra                                                                | Gibilterra                                                                | 1 – 0                                                                     | Lettonia                                                                  | Amichevole                                                                | -                                                                         |                                                                           |
| 6-9-2018                                                                  | Gibilterra                                                                | Gibilterra                                                                | 0 – 2                                                                     | Macedonia                                                                 | UEFA Nations League 2018-2019 - 1º turno                                  | -                                                                         |                                                                           |
| 9-9-2018                                                                  | Vaduz                                                                     | Liechtenstein                                                             | 2 – 0                                                                     | Gibilterra                                                                | UEFA Nations League 2018-2019 - 1º turno                                  | -                                                                         |                                                                           |
| 13-10-2018                                                                | Erevan                                                                    | Armenia                                                                   | 0 – 1                                                                     | Gibilterra                                                                | UEFA Nations League 2018-2019 - 1º turno                                  | -                                                                         | 86’                                                                       |
| 16-10-2018                                                                | Gibilterra                                                                | Gibilterra                                                                | 2 – 1                                                                     | Liechtenstein                                                             | UEFA Nations League 2018-2019 - 1º turno                                  | -                                                                         |                                                                           |
| 16-11-2018                                                                | Gibilterra                                                                | Gibilterra                                                                | 2 – 6                                                                     | Armenia                                                                   | UEFA Nations League 2018-2019 - 1º turno                                  | -                                                                         |                                                                           |
| 19-11-2018                                                                | Skopje                                                                    | Macedonia                                                                 | 4 – 0                                                                     | Gibilterra                                                                | UEFA Nations League 2018-2019 - 1º turno                                  | -                                                                         |                                                                           |
| 23-3-2019                                                                 | Gibilterra                                                                | Gibilterra                                                                | 0 – 1                                                                     | Irlanda                                                                   | Qual. Euro 2020                                                           | -                                                                         |                                                                           |
| 26-3-2019                                                                 | Gibilterra                                                                | Gibilterra                                                                | 0 – 1                                                                     | Estonia                                                                   | Amichevole                                                                | -                                                                         | 71’                                                                       |
| 7-6-2019                                                                  | Tbilisi                                                                   | Georgia                                                                   | 3 – 0                                                                     | Gibilterra                                                                | Qual. Euro 2020                                                           | -                                                                         | 77’                                                                       |
| 10-6-2019                                                                 | Dublino                                                                   | Irlanda                                                                   | 2 – 0                                                                     | Gibilterra                                                                | Qual. Euro 2020                                                           | -                                                                         | 10’                                                                       |
| Totale                                                                    |                                                                           | Presenze                                                                  | 29                                                                        |                                                                           | Reti                                                                      | 0                                                                         |                                                                           |